# Pezzi da... 90
Pezzi da... 90 è un doppio album di Teddy Reno, pubblicato nel 2016 dalla Azzurra Music in occasione dei 90 anni dell'artista, che contiene i suoi storici successi in nuove versioni, nuovi brani inediti e rarità pubblicate per la prima volta. Partecipano all'album il Trio Tregenerazionale composto da Sylvia Pagni e Elisa Riccitelli.
Il brano Uno come noi è stato scritto e composto da Teddy Reno come omaggio a Papa Francesco dopo un incontro in Vaticano tra i due.

## Tracce
CD 1
1. L'amore non ha età (Teddy Reno, Sylvia Pagni, Elisa Riccitelli, Loris Cattunar)
2. Piccolissima serenata (Antonio Amurri, Gianni Ferrio)
3. New York, New York (Fred Ebb, John Kander)
4. Un valzer tra le stelle (Alberto Zeppieri, Sylvia Pagni)
5. I've got you under my skin (Cole Porter)
6. Addormentarmi così (Vittorio Mascheroni, Ornella Ferrari)
7. Lovely to look at (Dorothy Fields, Jerome Kern, Jimmy McHugh)
8. Accarezzame / 'Na voce, 'na chitarra e 'o poco 'e luna (Carlo Alberto Rossi, Nicola Salerno, Pino Calvi, Ugo Calise)
9. Chella 'lla (Enzo Di Paola, Umberto Bertini, Sandro Taccani)
10. Non ti scordar di me (Ernesto De Curtis, Domenico Furno)
11. Serenata (Enrico Toselli)
12. A fine romance (Jerome Kern, Daniel Fields)
13. L'altra metà di me (Rita Pavone, Sylvia Pagni)
14. Uno come noi (Teddy Reno, Sylvia Pagni)
15. Medley triestin (Alberto Zeppieri)
16. El mulo Ferucio (Loris Cattunar, Sylvia Pagni)
17. My way (Claude François, Jacques Revaux, Paul Anka, Gilles Thibaut)
18. Va pensiero (Giuseppe Verdi, Temistocle Solera)

CD 2
1. Wenn die Glocken hell erklingen (Alberto Zeppieri, Jean Villard)
2. Scurdammoce 'e cose d'o munno (Luigi Martelli, Augusto Cesareo)
3. Ragazzina (Antonio Amurri, Peppino Carta)
4. Tu che m'hai preso il cuor (Franz Lehár, Mario Panzeri, Nino Rastelli)
5. Malafemmena (Antonio De Curtis)
6. Arrivederci Roma (Renato Rascel, Alessandro Giovannini)
7. 'A sunnambula (Eduardo Alfieri, Egidio Pisano)
8. Place Pigalle - Mes mains (Gilbert Bécaud, Maurice Chevalier, Alex Alston)
9. Wien Wien (Rudolf Sieczynski)
10. Ricordati ragazzo (Alberto Zeppieri, Eden Ahbez)
11. Sarrà chi sa (Roberto Murolo, Renato Forlani)
12. 'Na voce, 'na chitarra e 'o poco 'e luna (Carlo Alberto Rossi, Ugo Calise)
13. Come sinfonia (Pino Donaggio)
14. Sott'er celo de Roma (Umberto Bertini, Sandro Taccani)
15. Statte vicino a 'mme (Armando Cierno, Eugenio Baratta)
16. Ba ba baciami piccina (Luigi Astore, Riccardo Morbellao)
17. Se questo non è amore (Emanuela Tomasini, Roberto Fia)
18. Nature Boy (Eden Ahbez)